# Хуарес (Чьяпас)
Хуарес (исп. Juárez) — небольшой город в Мексике, штат Чьяпас, входит в состав одноимённого муниципалитета и является его административным центром. Численность населения, по данным переписи 2020 года, составила 7809 человек.

## Общие сведения
Свой название город получил в честь президента Мексики — Бенито Хуареса.
Поселение было основано в XVIII веке на территории асьенды Ломас-дель-Кармен.
В 1861 году губернатор Хуан Климако Корсо присваивает ему статус посёлка.
В период с 1948 по 1950 годы была построена железнодорожная станция на линии юго-восточной железной дороги, что привело к экономическому росту.
В 1955 году был разработан план по объединению посёлка и станции в один населённый пункт.
27 июля 1960 года произошло их объединение в город Хуарес.